# Camillo Benso von Cavour

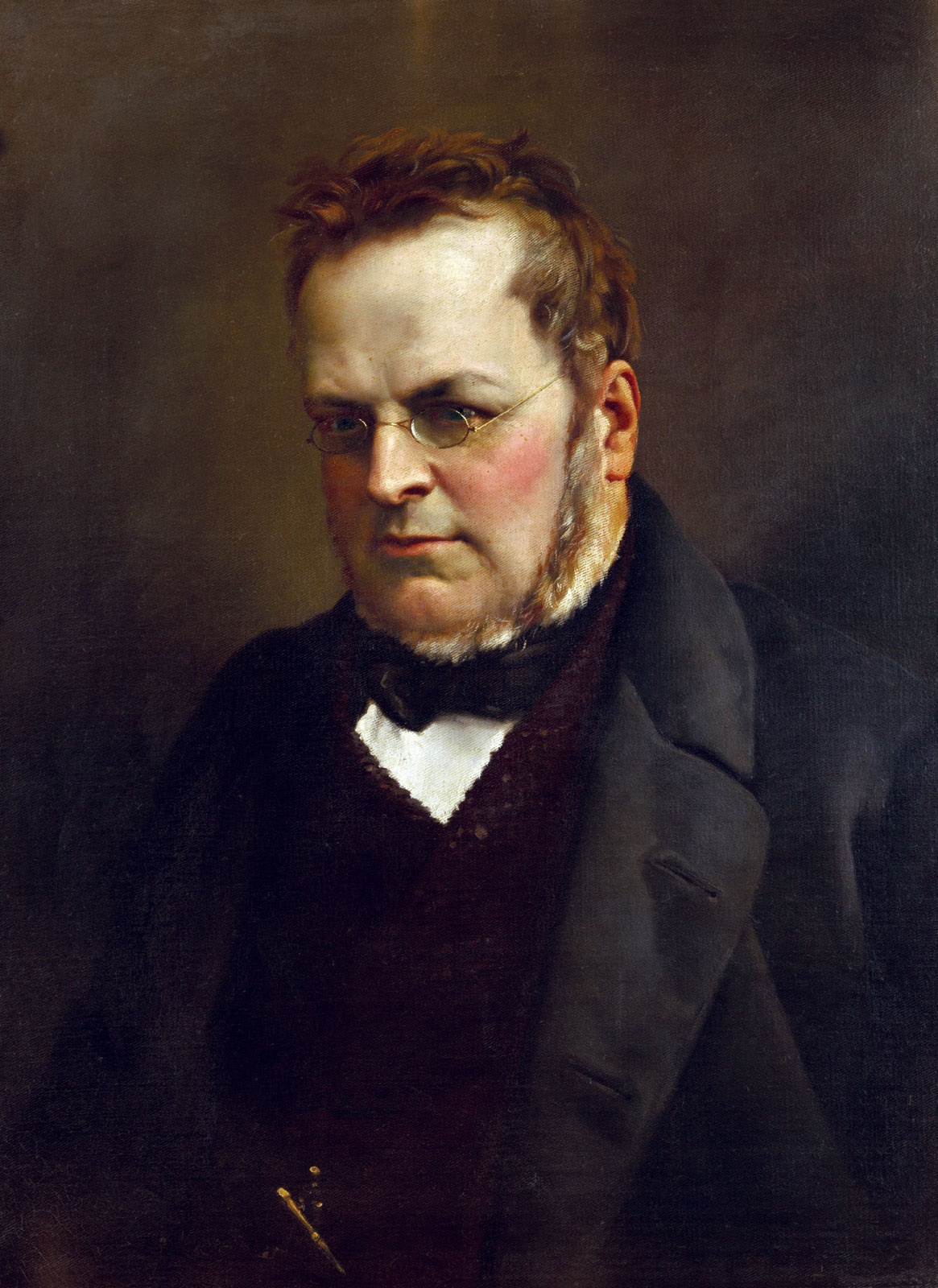
Camillo Benso Graf von Cavour

Camillo Benso Graf von Cavour (italienisch Camillo Benso, conte di Cavour [kaˈmilːo ˈbɛnso ˈkonte dikaˈvuːr] Ausspr.ⓘ; * 10. August 1810 in Turin; † 6. Juni 1861 ebenda) war ein bedeutender italienischer Staatsmann und Unternehmer des 19. Jahrhunderts. Als Ministerpräsident des Königreichs Sardinien ab 1852 spielte er eine maßgebliche Rolle bei der Einigung Italiens und der Schaffung eines modernen, geeinten Nationalstaates. Er gilt als Architekt der italienischen Verfassung und war von März 1861 bis zu seinem Tod im selben Jahr erster Ministerpräsident des neuen Königreiches Italien.

## Leben

### Kindheit und Studien

Wappen der Familie Benso von Cavour

Camillo Benso von Cavour kam am 10. August 1810 in Turin zur Welt. Sein Vater Michele Benso von Cavour war ein frankophoner piemontesischer Adliger im Dienst der Herzöge von Savoyen, die seit 1720 auch Könige von Sardinien waren. Herzog Karl Emanuel II. von Savoyen, Fürst von Piemont, hatte der Familie Benso 1649 das Marquisat Cavour verliehen. Seine Mutter, Adèle Suzanne de Sellon (1780–1846), entstammte einer calvinistischen Familie aus Genf, trat aber im Jahre 1811 zum katholischen Glauben über. Sie war eine Tochter des Grafen Jean-Jacques de Sellon. Michele Benso von Cavour trat nach der napoleonischen Invasion des Piemont 1796 in die französische Armee ein und wurde Kammerherr von Camillo Filippo Ludovico Borghese, einem Schwager Napoleon Bonapartes und Generalgouverneur in Turin. Dieser übernahm zusammen mit seiner Frau die Patenschaft für den Neugeborenen, der auf seinen Vornamen getauft wurde.
Cavour verbrachte seine Kindheit und Jugendzeit im Palais Cavour in Turin. Seine Muttersprache war Französisch, das er auch zeitlebens im privaten Gebrauch benutzte. Er wurde zunächst von einem Privatlehrer, einem französischen Geistlichen, unterrichtet. Von Mai 1820 bis 1825 besuchte Cavour die königliche Militärakademie in Turin (Accademia Reale di Torino). Mit 14 Jahren wurde er 1824 aufgrund seiner Abstammung und den Beziehungen seines Vaters Page von Karl Albert, Prinz von Carignano, der ihn jedoch bald wieder aus seinen Diensten entließ. Im Juli 1825 wurde er zum Unterleutnant ernannt, und weil er mathematisch sehr begabt war, wurde er im Winter 1826/1827 Offizier des Ingenieurkorps der sardisch-piemontesischen Armee, wo er zuletzt den Rang eines Oberleutnants innehatte. Doch wegen seiner radikalen liberalen Gedanken wurde er unter Druck gesetzt, die Armee zu verlassen, und so quittierte er 1831 den Dienst. Nach dieser Militärzeit reiste er durch Europa, wobei er Politik und Landwirtschaft studierte.
Cavours Studien von Regierungen und seine Erlebnisse während der Julirevolution in Frankreich 1830 verstärkten seine liberalen Ansichten. Die erfolgreich eingesetzte konstitutionelle Monarchie, mit Louis-Philippe I. als König, überzeugte ihn von der Effizienz einer solchen Staatsform. Cavour, welcher vom nationalistischen Eifer des frühen 19. Jahrhunderts ergriffen war, strebte auch eine Einigung Italiens an. Seine Studien der Landwirtschaft weckten sein Interesse an der Industrialisierung und an Infrastruktur ganz allgemein. Er modernisierte Italien sowohl politisch als auch technologisch.

### Frühe politische Karriere

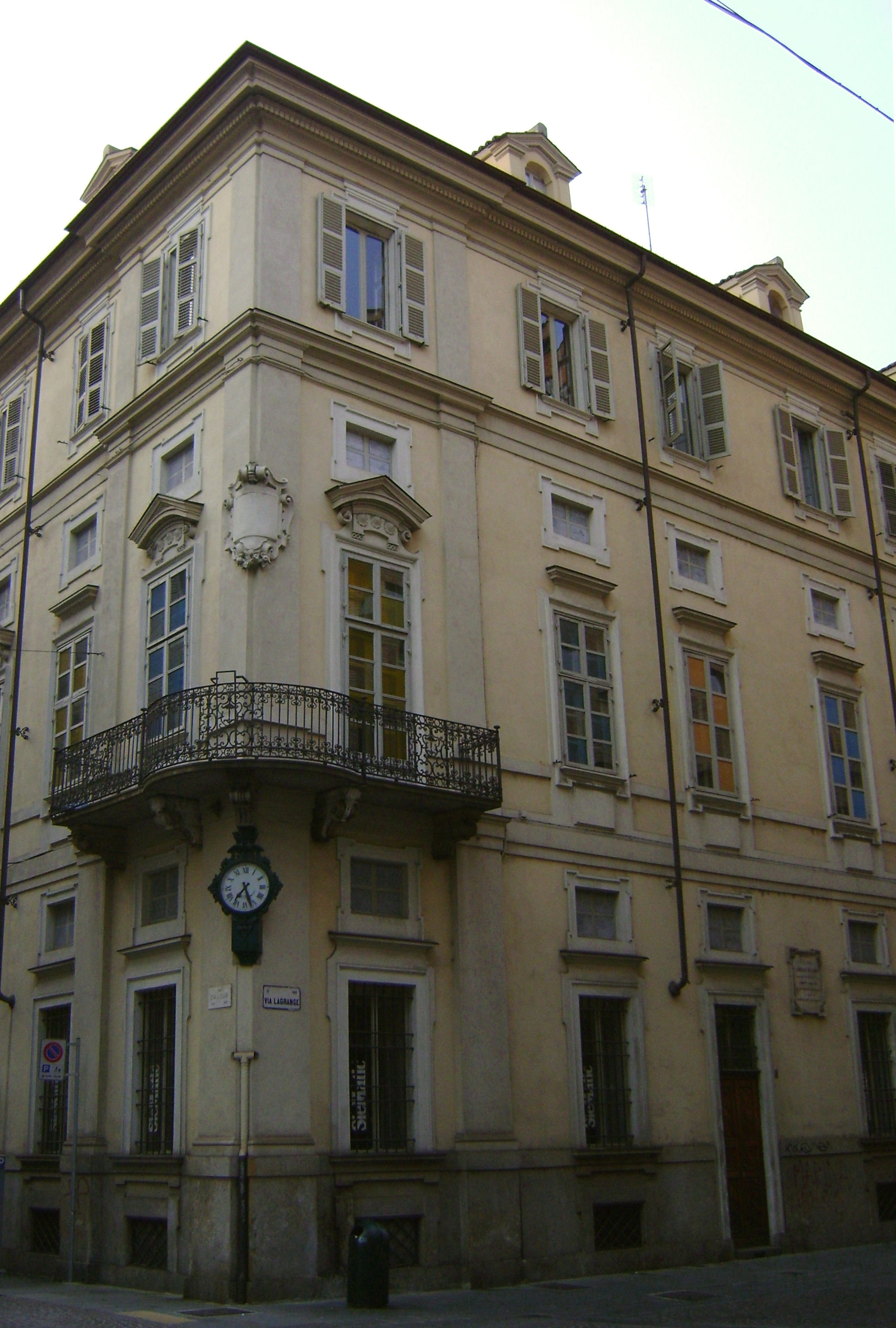
Palais Benso di Cavour in Turin

Mit der Wahl des liberalen Papstes Pius IX. 1846 sah Cavour die Möglichkeit, für die Reformen einzutreten. 1847 gründete er die Zeitung Il Risorgimento („Die Wieder[auf]erstehung“; der Ausdruck wurde später gleichbedeutend mit der Einigung Italiens 1815–1870), in der Positionen des Liberalismus, des Konstitutionalismus und der Einheit Italiens vertreten und unterstützt wurden. Als Herausgeber avancierte Cavour bald zu einer mächtigen Gestalt der sardisch-piemontesischen Politik.
Im Laufe des Jahres 1848 gab es eine Reihe gewalttätiger Revolutionen in Europa. Die Erhebung im Königreich beider Sizilien erschütterte auch die Herrschaft König Karl Alberts von Sardinien-Piemont. Vom Einfluss von Il Risorgimento und der Uneinigkeit in seinem Reich unter Druck gesetzt, räumte er am 8. Februar 1848 Sardinien-Piemont eine Charta der Freiheiten ein. Hocherfreut von diesem Erfolg, wandte sich Cavour an Karl Albert mit der Bitte, dieser solle Österreich den Krieg erklären. Dieses bestimmte damals die Politik eines großen Teils von Nord- und Mittelitalien durch von ihm abhängige Kleinstaaten, die Herzöge von Parma und Piacenza, von Modena und Reggio sowie den Großherzog von Toskana, der selbst aus der Dynastie Habsburg stammte. Eine passende Gelegenheit kam am 19. März, als in Turin die Neuigkeiten eintrafen, dass in Mailand eine Revolte gegen die habsburgische Herrschaft ausgebrochen sei. Am 15. März gab Karl Albert dem Druck Cavours und seiner Partei nach und erklärte Österreich den Krieg.
Obwohl die sardisch-piemontesischen Truppen in der Schlacht bei Novara am 23. März 1849 von den österreichischen Truppen unter Feldmarschall Josef Wenzel Radetzky von Radetz besiegt und die italienischen Revolutionäre in der Lombardei, in Venetien und in Mailand niedergeschlagen wurden, blieben der italienische Liberalismus und Nationalismus bestehen. Bei den Wahlen im Juli 1848 errang Cavour einen Sitz in der sardischen Abgeordnetenkammer. Nach der Niederlage gegen Österreich dankte Karl Albert zugunsten seines liberaleren und durchsetzungsfähigeren Sohnes Viktor Emanuel II. ab. Während dessen Regierungszeit blühte Cavours politische Karriere auf. 1850 wurde er Minister für Landwirtschaft und Handel und 1851 Finanzminister.
Nach dem Scheitern der Revolutionen von 1848 änderte Cavour seine liberalen Gedanken und beschloss, seinen Idealismus zugunsten der Realpolitik aufzugeben. Er dachte, dass, selbst wenn Italien nicht durch eine Revolution geeinigt werden könne, eine starke und berechnende Herrschaft eine Chance hätte. In seinen ersten beiden Regierungsämtern arbeitete er hart daran, Sardinien-Piemont zu stärken. Er organisierte die Armee, das Gerichtswesen, das Finanzsystem und die Bürokratie neu. Er trieb auch die Entwicklung der Industrie voran und ließ Fabriken und Eisenbahnlinien bauen, so dass Sardinien-Piemont einer der modernsten Staaten Europas seiner Zeit wurde.

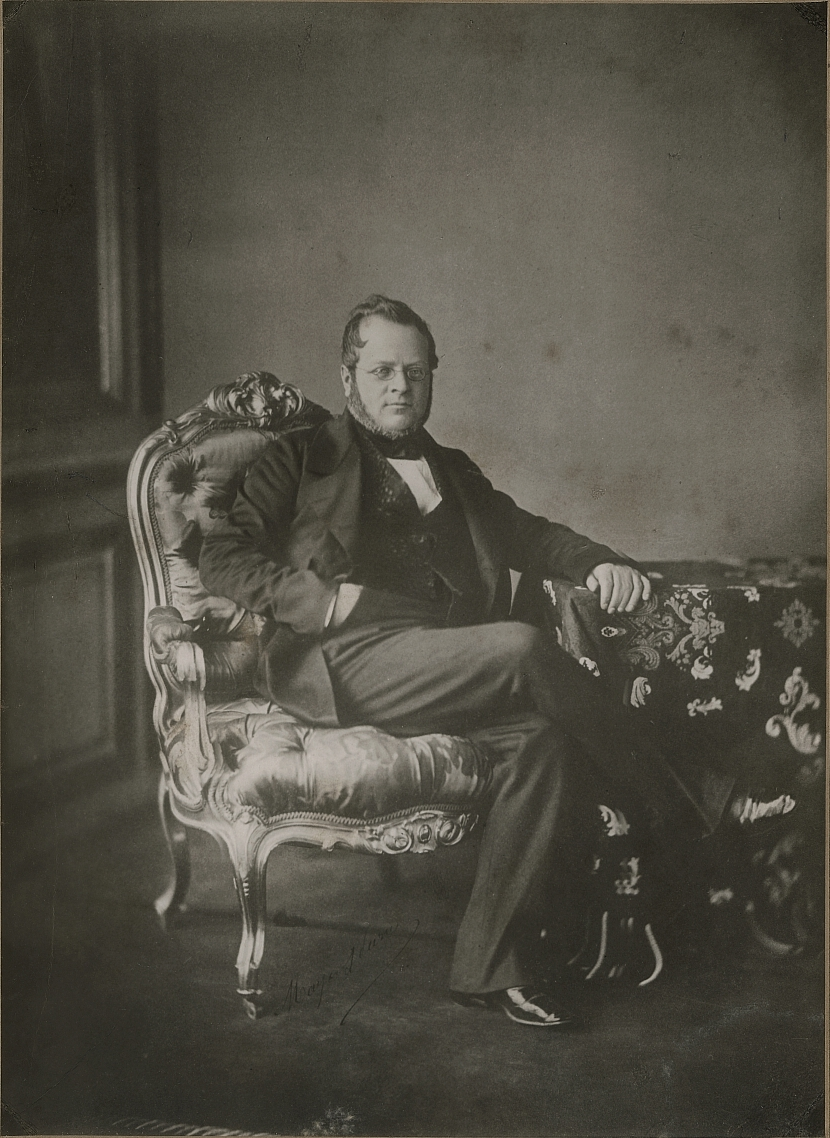
Camillo Benso von Cavour, fotografiert von Léopold-Ernest Mayer und Pierre-Louis Pierson

### Weg zur Einheit

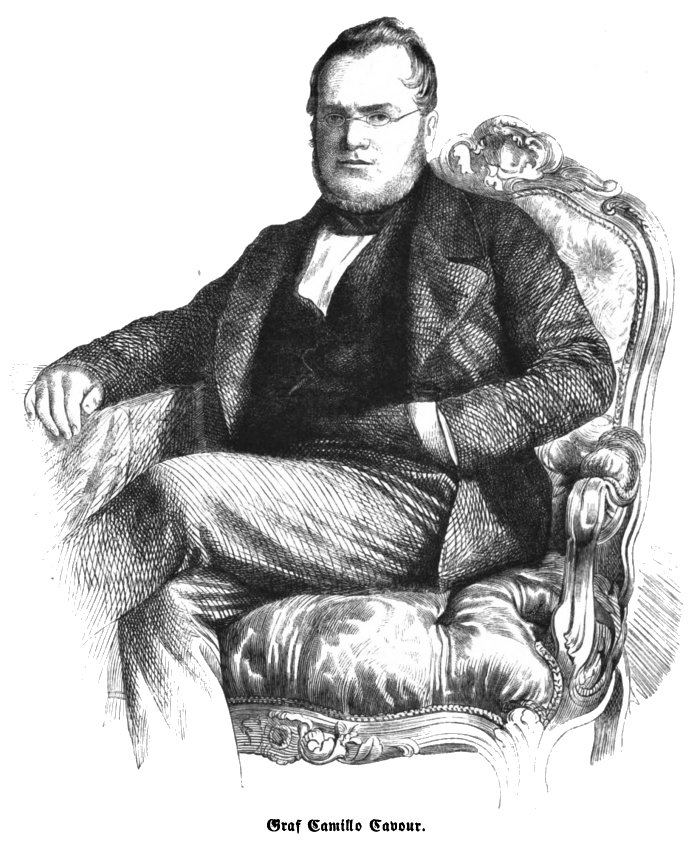
Porträt (Die Gartenlaube 1861)

Im November 1852 wurde Cavour Präsident des Ministerrates von Sardinien. In diesem Amt konnte er seine Vorhaben in den Bereich der Außenpolitik ausdehnen. 1854, mit dem Ausbruch des Krimkriegs, sah er eine Möglichkeit gekommen, die internationale Position seiner Nation zu stärken. Sardinien trat dem Krieg im Januar 1855 als Alliierter Englands und Frankreichs bei. Im Gegenzug versprachen diese beiden Mächte, die Zukunft Italiens ernsthaft international zu besprechen. Nach dem Krieg nutzte Cavour den Kongress in Paris als Möglichkeit, die Besetzung Norditaliens durch das neutral gebliebene Österreich anzuprangern.
Cavour war nicht der einzige wichtige Führer, der 1852 an die Macht kam – im selben Jahr wurde Napoléon III. Kaiser der Franzosen. Dieser war Cavours Plänen eines geeinten Italiens nicht abgeneigt, und im Juli 1858 trafen sich beide in Plombières-les-Bains, um Italiens Zukunft zu erörtern. Auf diesem Treffen stimmte Napoleon zu, Sardinien zu beschützen, falls Österreich dieses angreifen würde. Cavour machte sich sofort daran, Österreich zu einem Krieg zu provozieren, und im April 1859 erklärte Österreich Sardinien den Krieg, was zum Sardinischen Krieg führte. Doch nach sehr verlustreichen Siegen bei Magenta und Solferino beschloss Napoléon III., sich mit dem Vorfrieden von Villafranca vom Krieg zurückzuziehen. Dieser Vertrag erlaubte es Österreich, Venetien zu behalten, und die von Sardinien eroberten Kleinstaaten wurden ihren früheren Herrschern zurückgegeben, während Sardinien immerhin die Lombardei erhielt. Cavour war wütend auf Napoleon, doch das Blatt wendete sich bald. Im Frühjahr 1860 stimmten als Folge einer sardischen Feldzugsoperation dazu ausgewählten Bürger der Toskana, von Modena, Parma und Bologna sowie der Emilia-Romagna, die überall nur eine verschwindend kleine Minderheit der tatsächlichen Bevölkerung darstellten, in Volksabstimmungen für den Anschluss an Sardinien. Napoleon erkannte diese Entscheidung an und erhielt dafür das Herzogtum Savoyen und die Grafschaft Nizza.
Kurz darauf führte der italienische Freiheitskämpfer Giuseppe Garibaldi seine berühmte Armee aus 1000 rot-gekleideten Abenteurern, die Mille, nach Sizilien in das Königreich beider Sizilien (Mai 1860), während Viktor Emanuel II. mit seinen Truppen in die Provinz Umbrien des Kirchenstaates einrückte. Nach dem Fall der beiden Festungen Gaeta und Civitella del Tronto im Jahre 1861 stimmten die Wahlbürger von Neapel-Sizilien und des Kirchenstaats für eine Union mit Sardinien, woraufhin das Königreich Italien im März 1861 ausgerufen wurde. Cavours territoriale Ziele waren erreicht, denn bis auf Venetien und Rom war Italien vereint.
Als Ministerpräsident Cavour zwei Monate später im Alter von 50 Jahren starb, war sein Traum eines geeinten Italiens fast erfüllt. Venetien wurde 1866 als Folge des Deutschen Kriegs, in dem Italien auf der Seite Preußens stand, Teil des Königreiches. Rom kam nach dem Abmarsch der französischen Schutztruppen am 20. September 1870 zu Italien und wurde danach Hauptstadt; dieses Ereignisses wird noch heute gedacht.

### Landwirt und Unternehmer

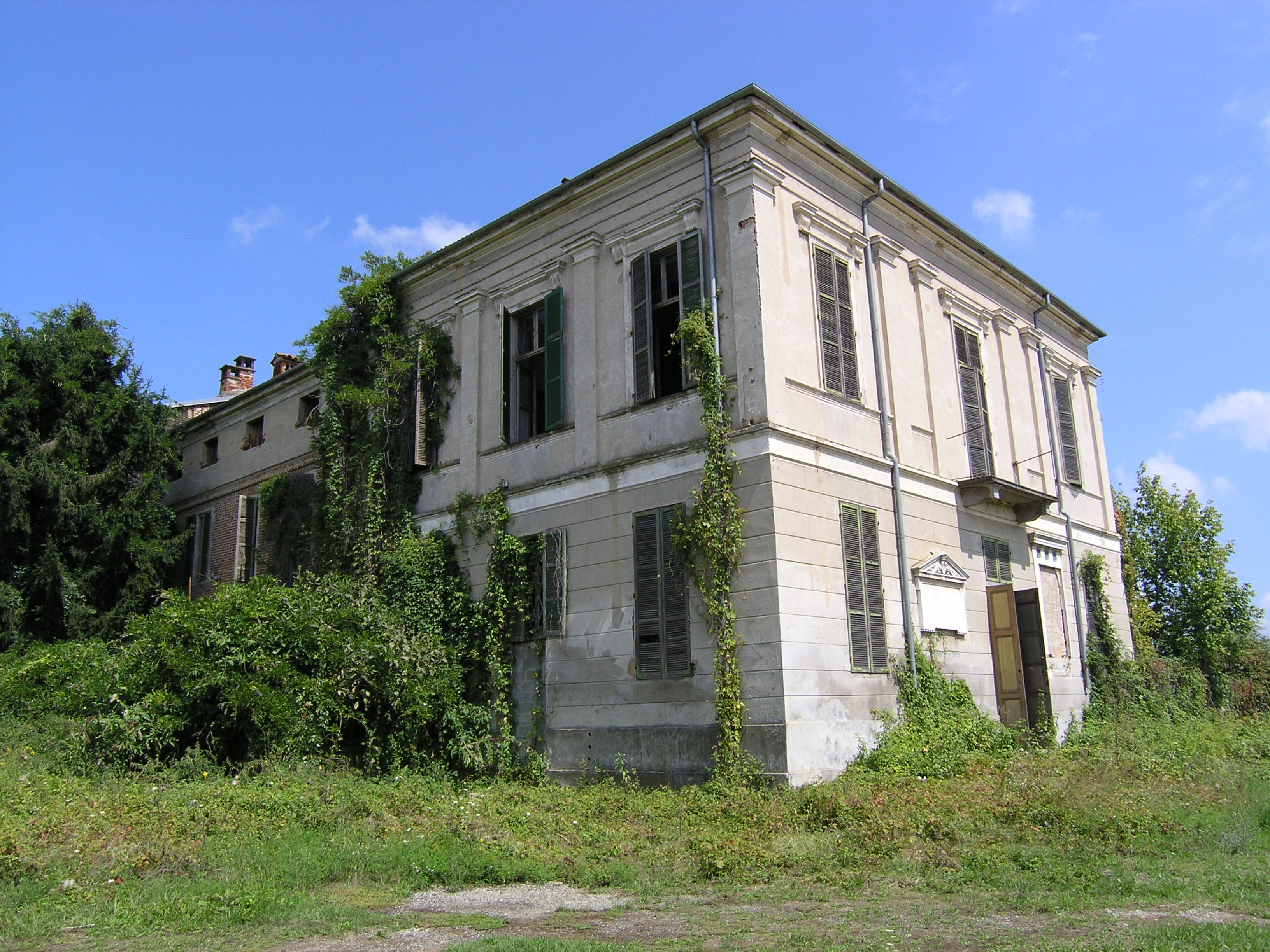
Cavours Anwesen in Leri

Cavour unternahm 1835 eine Bildungsreise nach Frankreich und England. Nach dieser Reise übernahm Cavour die Leitung des Familiengutes Leri und begann, sich für Düngemittel zu interessieren. Um 1843 lernte Cavour Giacinto Corio kennen. Er übernahm die Leitung der landwirtschaftlichen Betriebe Cavours in Leri, Monterucco und Torrone in der Provinz Vercelli. Giacinto Corio wurde zu einem wichtigen Mitarbeiter Cavours in landwirtschaftlichen Angelegenheiten, zunächst als einfacher Pächter, später als Partner des Grafen bei der Verwaltung verschiedener landwirtschaftlicher Güter. Corio galt als erfahrener und aufgeschlossener Landwirt, dem Cavour zutraute, die von ihm angestrebten Neuerungen in der Landwirtschaft zu unterstützen und umzusetzen.
Cavour beschäftigte sich intensiv mit den Werken von Justus von Liebig und anderen über den Wert der Düngung. Er förderte die Düngung mit Guano und dessen Einfuhr aus Südamerika in die Gegend von Vercelli. Da er vom Wert dieser neuen Methode überzeugt war beauftragte er die Chemiker Domenico Schiapparelli und Bernardo Alessio Rossi mit der Entwicklung eines künstlichen Phosphordüngers. Zu diesem Zweck gründeten Cavour, Schiapparelli und Rossi im Mai 1847 eine Gesellschaft zur Herstellung von Chemikalien. Cavour war stiller Teilhaber, Rossi und Schiapparelli waren die Geschäftsführer.

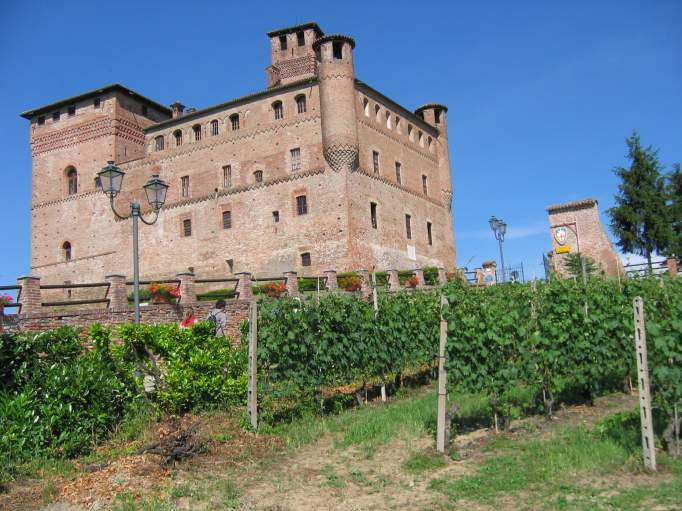
Schloss Grinzane Cavour

Camillo Benso nutzte seine Residenz Schloss Grinzane Cavour für Experimente zur Verbesserung der Produktionstechniken für piemontesische Rotweine, insbesondere für den Rotwein Barolo. Das Schloss dient inzwischen als Enoteca und als Museum der piemontesischen Weinbautradition.
Zu den weiteren Neuerungen, die Camillo Benso von Cavour förderte, gehörte die Einführung des Pfirsichbaumanbaus an Mauern oder Spalieren. Dank dieser Technik war es möglich, in klimatisch benachteiligten Lagen gute Erträge zu erzielen.

## Ehrungen
Cavour wurde auf seinen Wunsch hin neben seinem Neffen Augusto Benso di Cavour, der im Alter von 20 Jahren in der Schlacht von Goito gefallen war, in der Krypta unter der Familienkapelle in der Chiesa dei Santi Apostoli Pietro e Paolo (St. Peter und Paul-Kirche) in Santena beigesetzt. Die Krypta wurde 1911 zum Nationaldenkmal erklärt. In der Ehrenhalle des Famedio des Mailänder Cimitero Monumentale wurde an prominenter Stelle seine Büste aufgestellt.
In mehreren italienischen Städten wurden Cavour-Denkmäler errichtet sowie Plätze und Straßen nach ihm benannt.

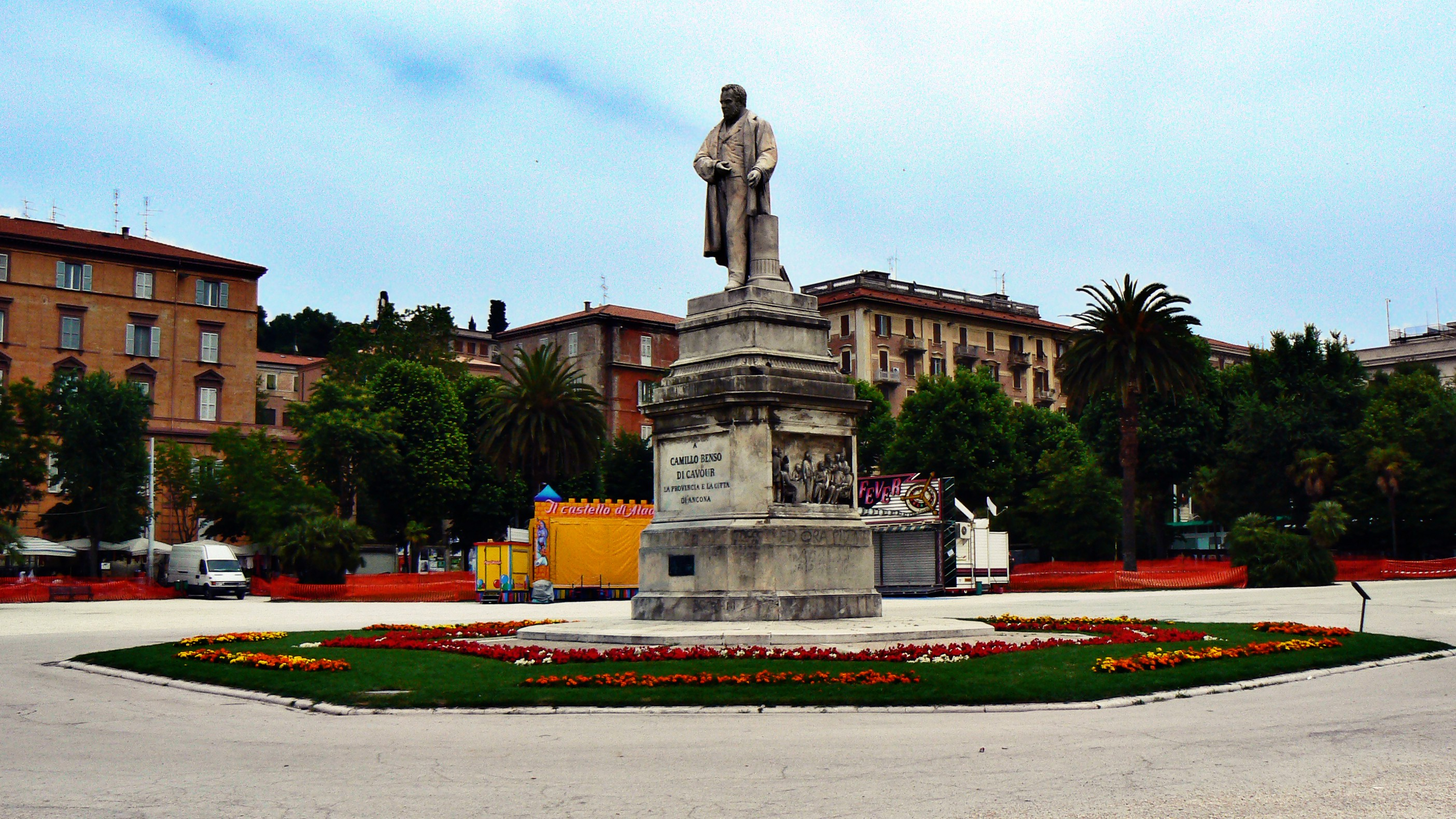
Piazza Cavour in Ancona
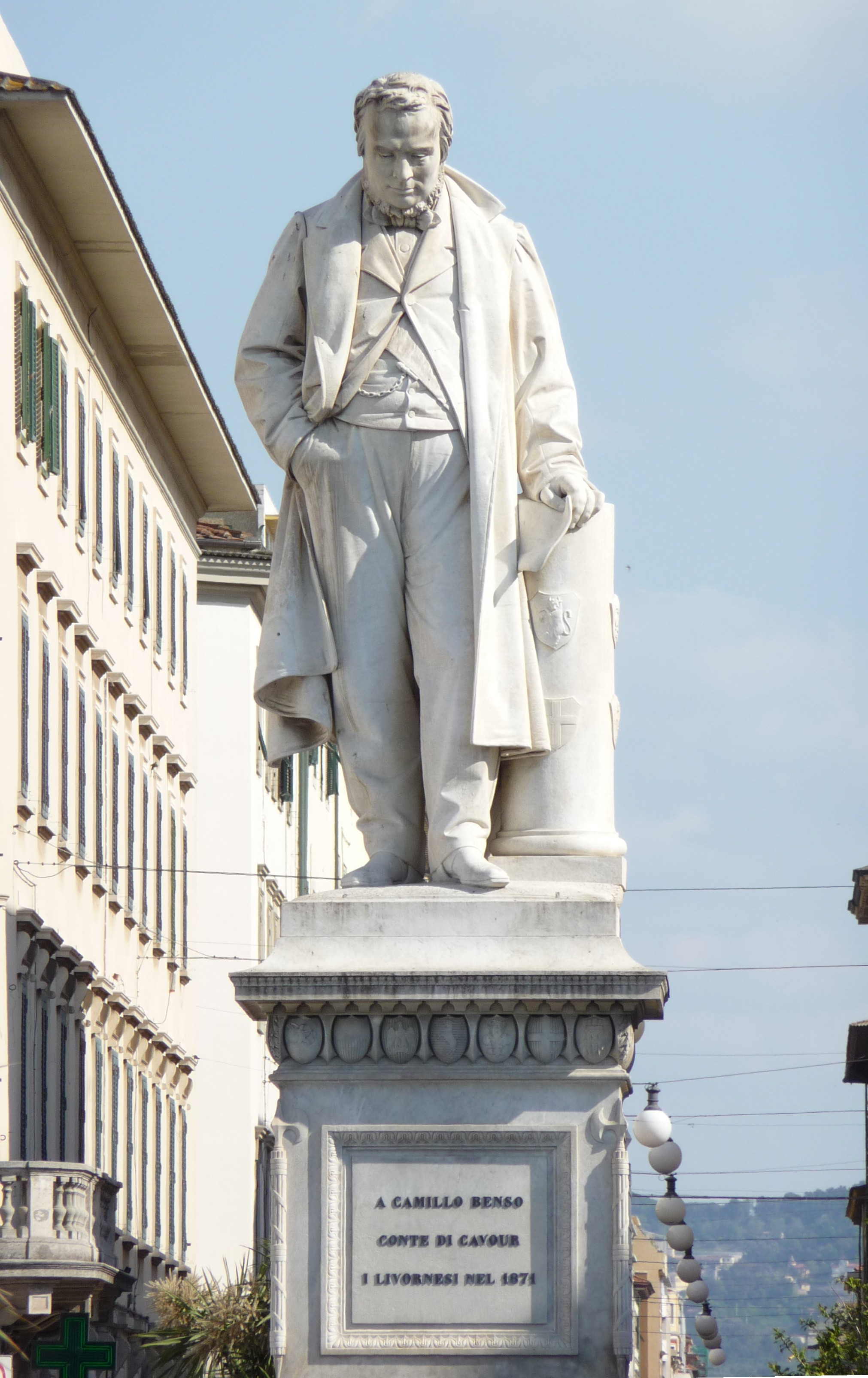
Piazza Cavour in Livorno
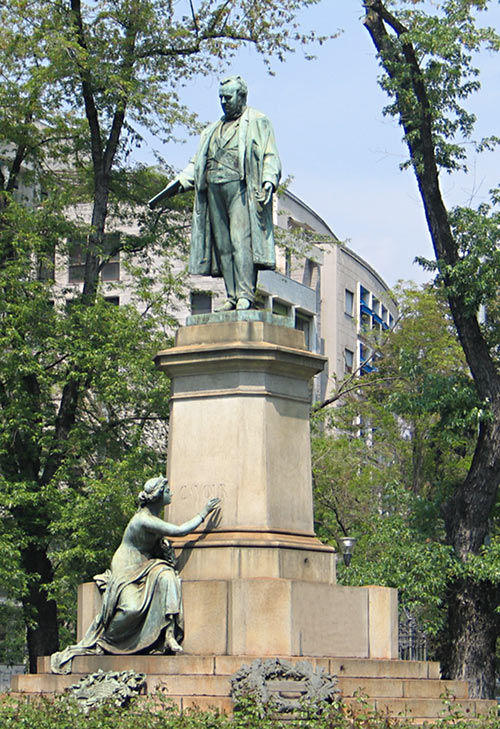
Mailand
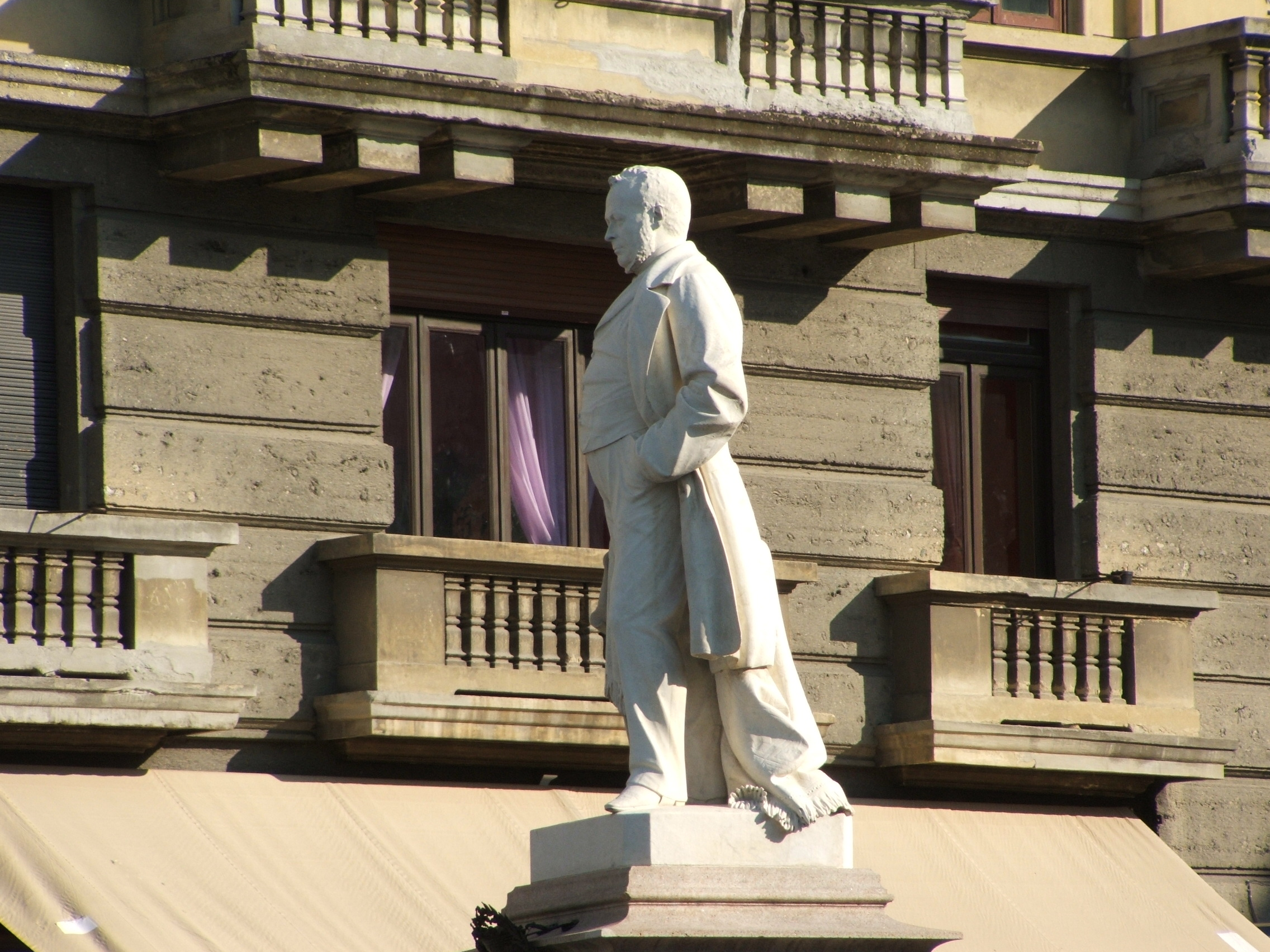
Novara
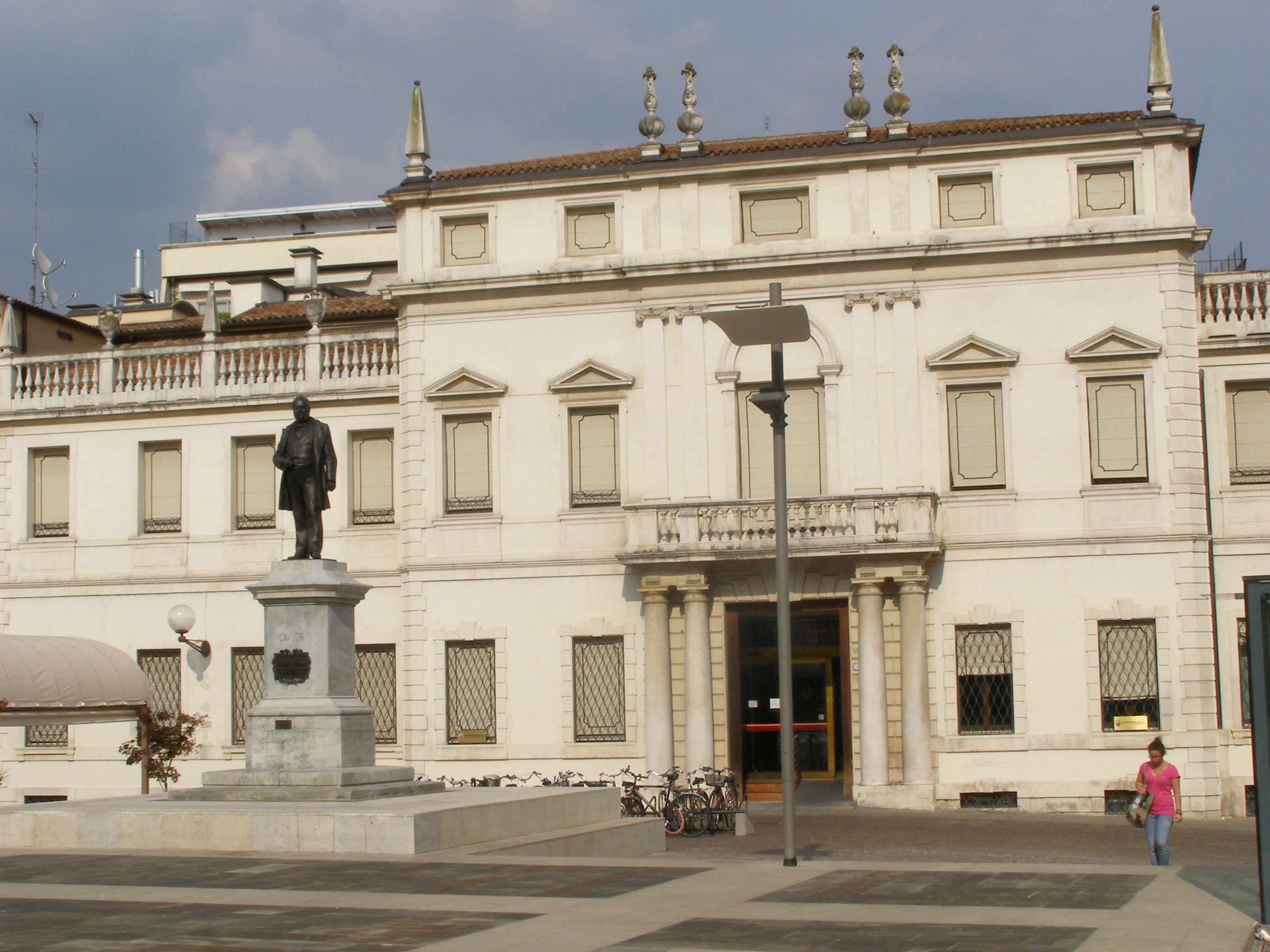
Padova
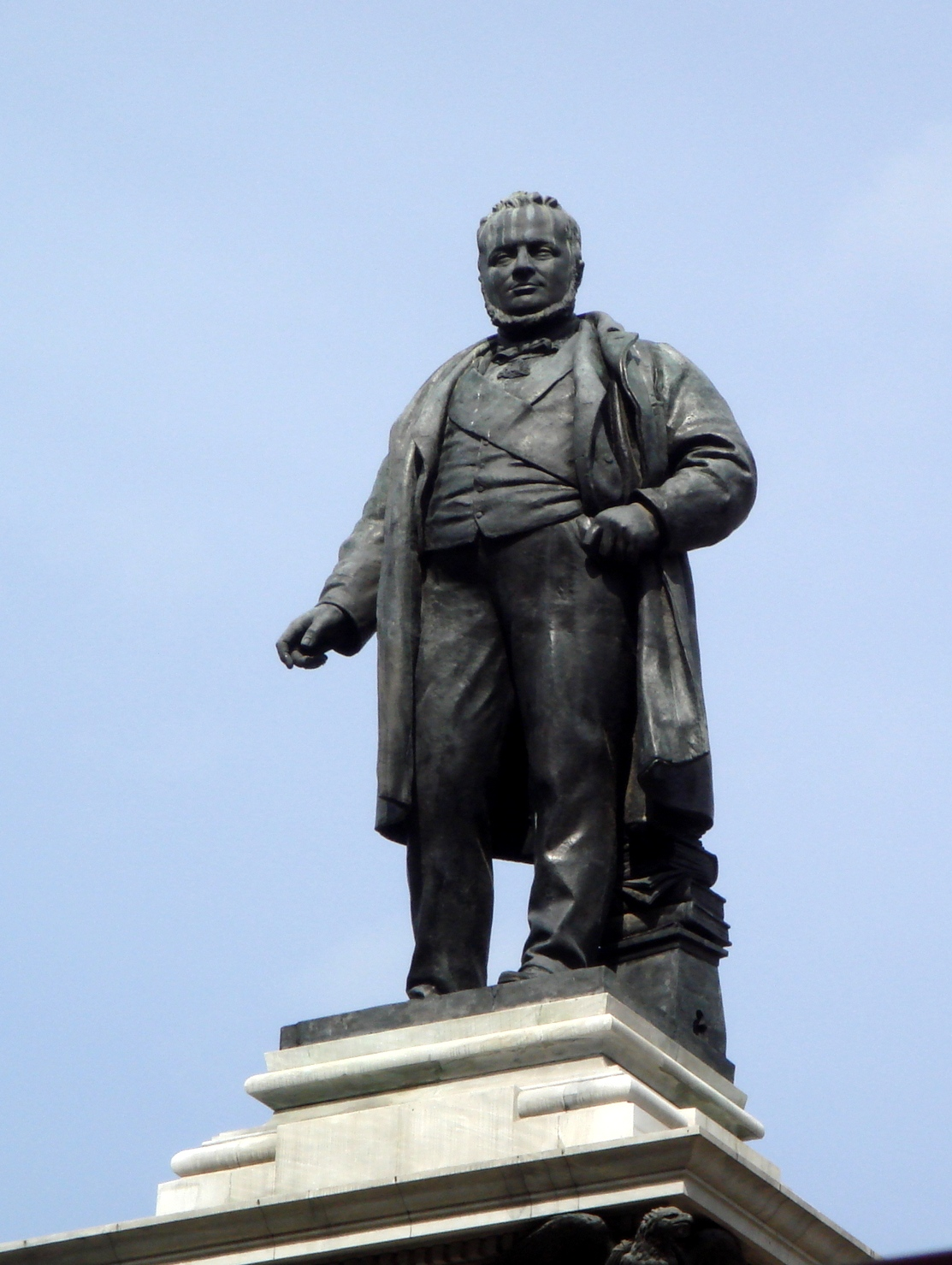
Piazza Cavour in Rom
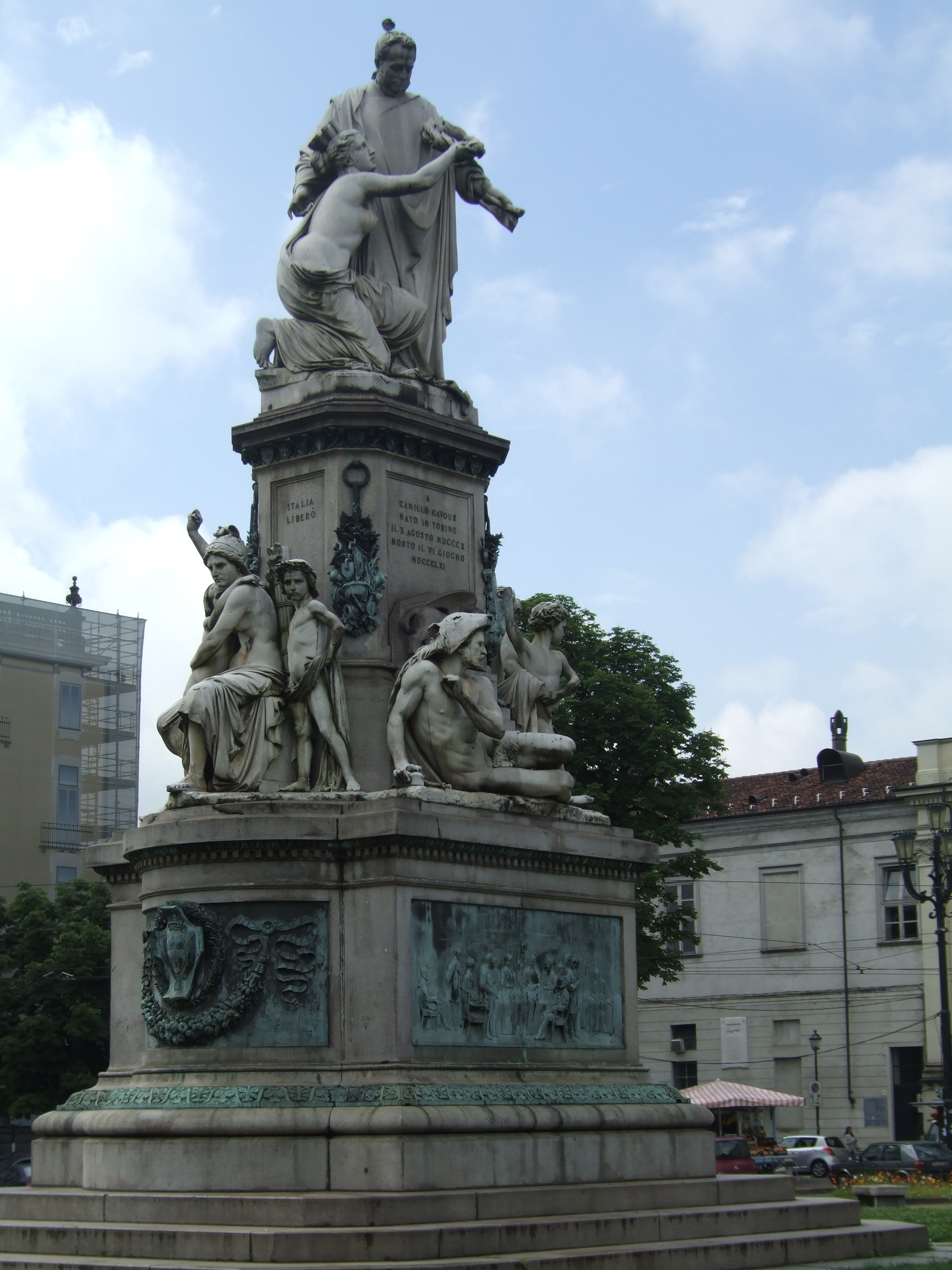
Turin
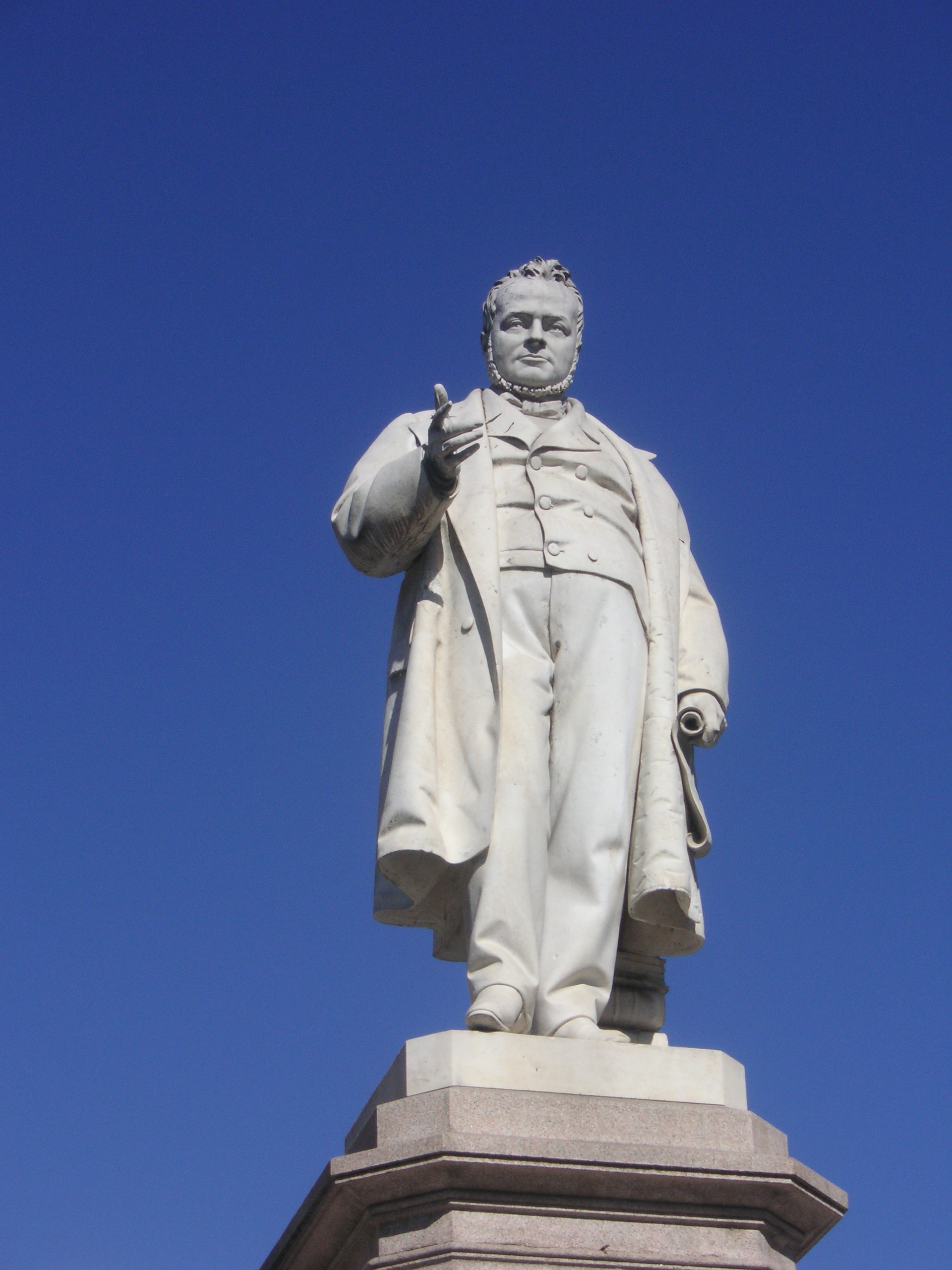
Piazza Cavour in Vercelli
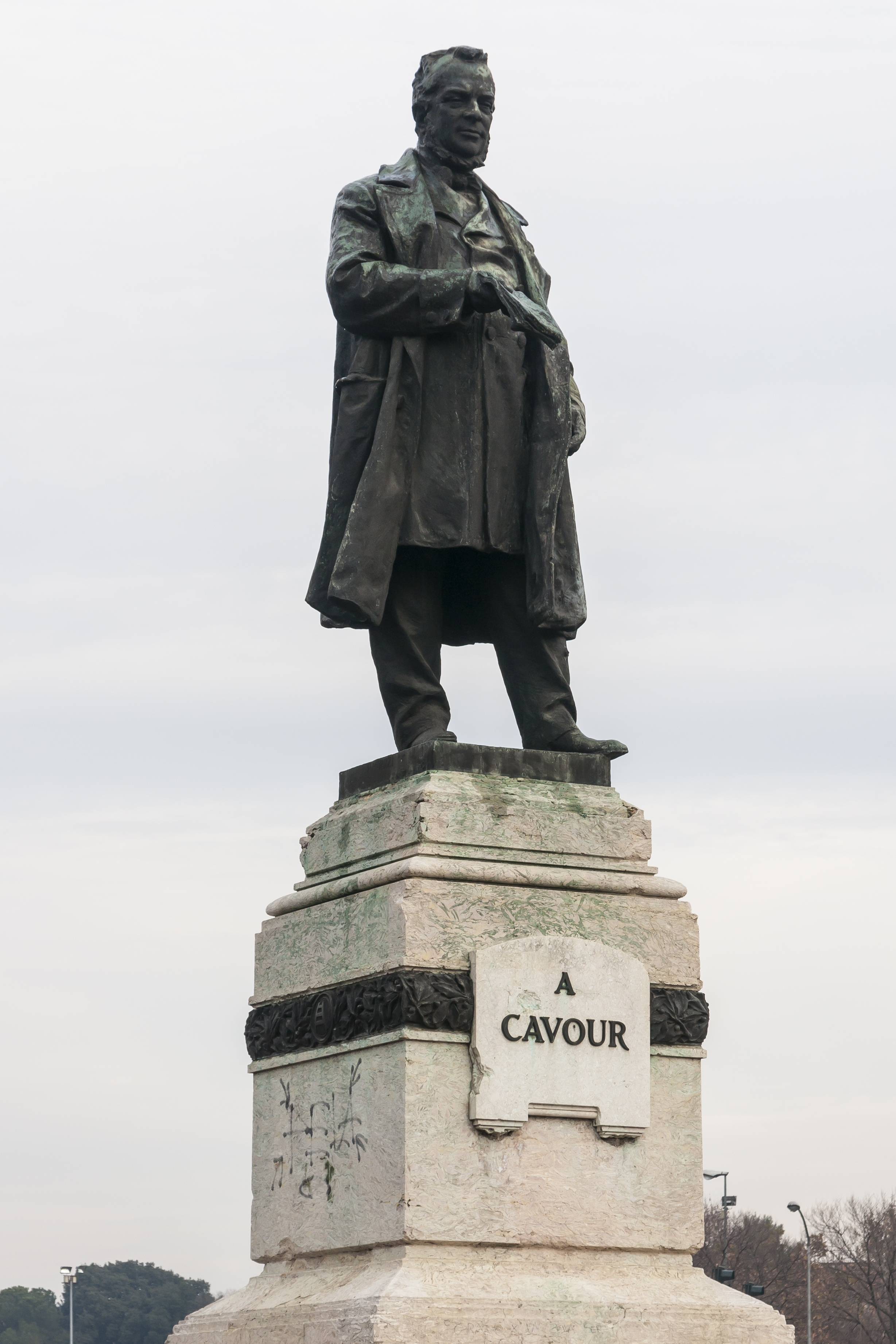
Corso Cavour in Verona
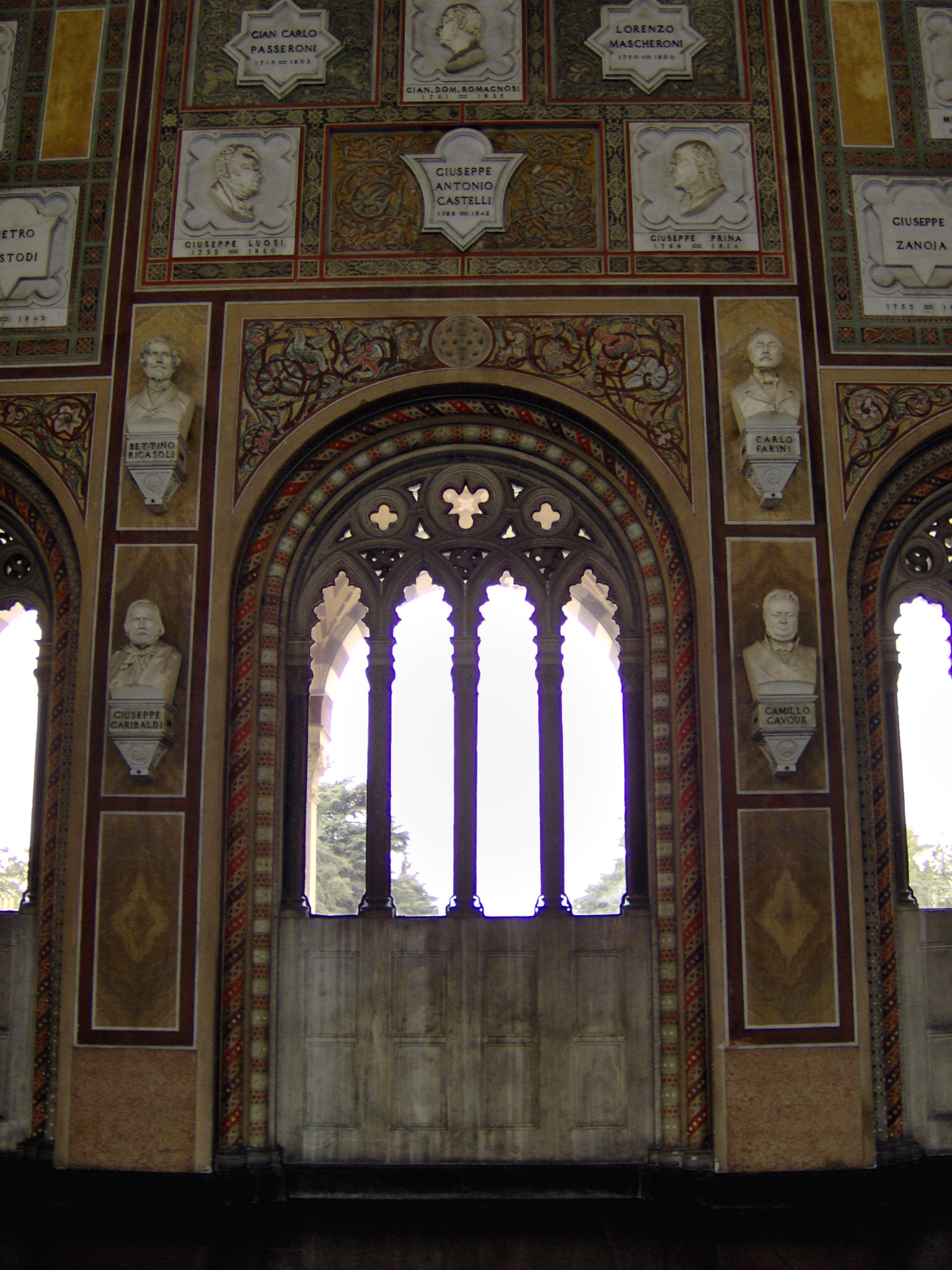
Cavours Büste im Famedio des Mailänder Cimitero Monumentale

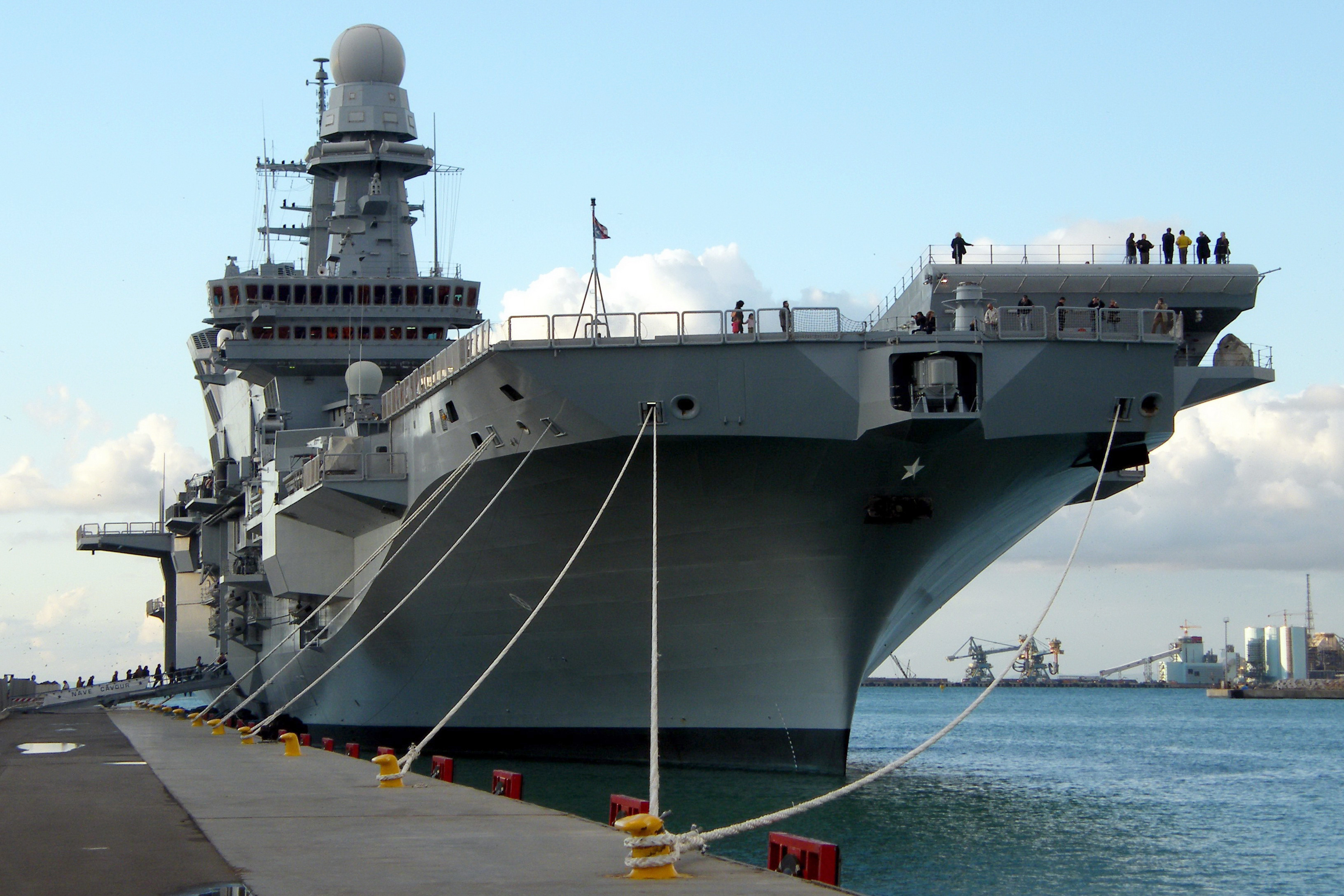
Flugzeugträger Cavour

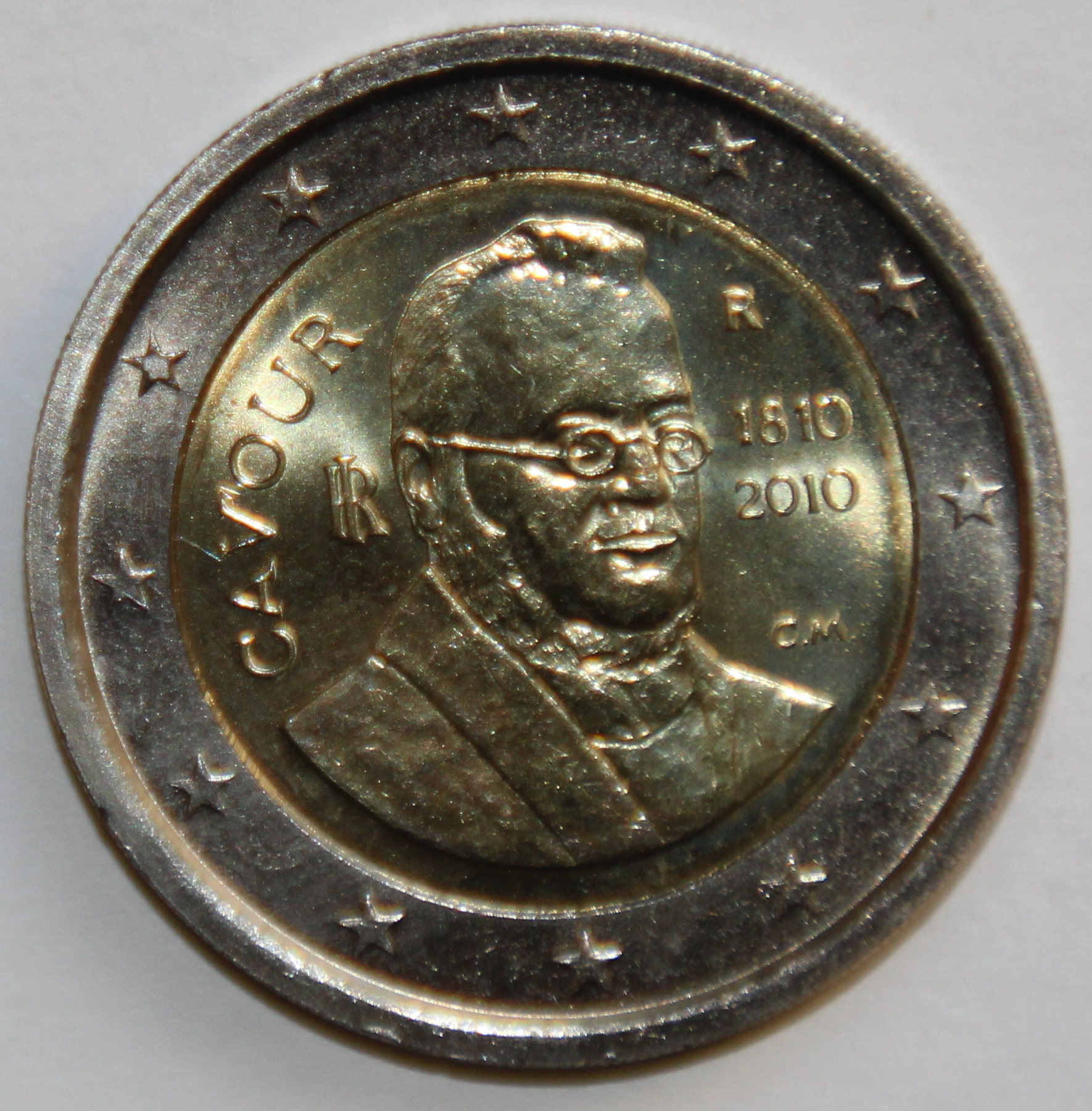
2-Euro-Gedenkmünze mit Bildnis Cavours (2010)

Das Schlachtschiff Conte di Cavour, Typschiff der gleichnamigen Conte-di-Cavour-Klasse, wurde nach ihm benannt, ebenso der Flugzeugträger Cavour, seit 2009 das Flaggschiff der italienischen Marine.
Aus Anlass von Cavours 200. Geburtstag wurde 2010 eine 2-Euro-Gedenkmünze mit seinem Bildnis emittiert.

## Werke
- Il Conte Di Cavour in Parlamento. Discorsi, raccolti e pubblicati. Hrsg. von Isaac Artom und Albert Blanc. Barbèra, Florenz 1868 (Digitalisat bei Google Books).
- Epistolario (18 Bände), hrsg. von der Commissione Nazionale per la pubblicazione dei carteggi del Conte di Cavour. Olschki, Florenz 1970–2008.
- Autoritratto. Lettere, diari, scritti e discorsi (Selbstporträt. Briefe, Tagebücher, Schriften und Reden). Hrsg. von Adriano Viarengo, mit einem Vorwort von Giuseppe Galasso. Classici moderni Mondadori, Mailand 2010, ISBN 978-88-17-04260-4.
- Scritti di economia. 1835–1850 (Schriften zur Wirtschaft). Hrsg. von Francesco Sirugo. (Reihe „Testi e documenti di storia moderna e contemporanea“, Bd. 5), Istituto Feltrinelli (Verlag), Mailand 1962 (Digitalisat in der Biblioteca europea di informazione e cultura).